# Тійс ван Валькенгод
Тійс ван Валькенгод (нід. Thijs van Valkengoed, 6 липня 1983) — нідерландський плавець.
Учасник Олімпійських Ігор 2004, 2008 років.
Призер Чемпіонату Європи з плавання на короткій воді 2003 року.